# Yoslan Herrera
Yoslan Herrera Betancourt (né le 28 avril 1981 à Pinar del Río, Cuba) est un ancien lanceur droitier qui a joué en Ligue majeure de Baseball pour les Pirates de Pittsburgh et les Angels de Los Angeles ainsi que pour les BayStars de Yokohama de la Ligue centrale du Japon.

## Carrière
Yoslan Herrera joue pour l'équipe nationale cubaine de baseball de 2001 à 2004. Avec 18 compatriotes, il fait défection de Cuba le 11 juin 2005 par bateau et atteint Miami, aux États-Unis, deux jours plus tard. Afin d'obtenir le plus rapidement possible une résidence permanente dans un pays autre que Cuba et ainsi avoir le droit de signer un contrat avec un club de la Ligue majeure de baseball, Herrera s'établit sept mois plus tard en République dominicaine. Il signe son premier contrat professionnel le 18 décembre 2006 avec les Pirates de Pittsburgh.
Herrera fait ses débuts dans le baseball majeur pour Pittsburgh le 12 juillet 2008 comme lanceur partant des Pirates face aux Cardinals de Saint-Louis. Ce premier match se passe mal : il accorde 6 points sur 11 coups sûrs en 4 manches et un tiers lancées, mais n'est pas impliqué dans la décision lorsque les Pirates ultimement l'emportent 12-11. Il effectue 5 départs cette année-là et, à sa 3e sortie le 24 juillet, il blanchit les Padres de San Diego pendant 6 manches pour sa première victoire dans les majeures. Avec un gain, une défaite et 20 points mérités accordés en 18 manches et un tiers lancées pour Pittsburgh en 2008, sa moyenne s'élève à 9,82.
Herrera est libéré de son contrat par les Pirates après une saison 2009 passée entièrement en ligues mineures. En 2010, il rejoint le club-école des Twins du Minnesota à Rochester pour 6 parties. Par la suite, il ne lance plus aux États-Unis avant 2013, alors qu'on le retrouve chez les Barnstormers de Lancaster, une équipe de baseball indépendant de l'Atlantic League,.
Il effectue un retour dans les majeures avec les Angels de Los Angeles et, avec une présence comme lanceur de relève contre les Mets de New York le 13 avril 2014, joue son premier match au plus haut niveau en près de 6 ans.